# D46 (Kroatië)
De D46 of Državna cesta 46 is een nationale weg in het oosten van Kroatië. De weg loopt van Đakovo via Vinkovci naar de grens met Servië bij Tovarnik. In Servië loopt de weg als R103 verder naar Šid. De weg is 73 kilometer lang en loopt door de provincies Osijek-Baranja en Vukovar-Srijem.
D1 · 
D2 · 
D3 · 
D5 · 
D6 · 
D7 · 
D8 · 
D9 · 
D10 · 
D12 · 
D14 · 
D20 · 
D21 · 
D22 · 
D23 · 
D24 · 
D25 · 
D26 · 
D27 · 
D28 · 
D29 · 
D30 · 
D31 · 
D32 · 
D33 · 
D34 · 
D35 · 
D36 · 
D37 · 
D38 · 
D39 · 
D40 · 
D41 · 
D42 · 
D43 · 
D44 · 
D45 · 
D46 · 
D47 · 
D48 · 
D49 · 
D50 · 
D51 · 
D52 · 
D53 · 
D54 · 
D55 · 
D56 · 
D57 · 
D58 · 
D59 · 
D60 · 
D62 · 
D64 · 
D66 · 
D69 · 
D70
D100 · 
D101 · 
D102 · 
D103 · 
D104 · 
D105 · 
D106 · 
D107 · 
D108 · 
D109 · 
D110 · 
D111 · 
D112 · 
D113 · 
D114 · 
D115 · 
D116 · 
D117 · 
D118 · 
D119 · 
D120 · 
D121 · 
D123 · 
D124 · 
D125 · 
D126 · 
D128 · 
D200 · 
D201 · 
D203 · 
D204 · 
D205 · 
D206 · 
D207 · 
D208 · 
D209 · 
D210 · 
D211 · 
D212 · 
D213 · 
D214 · 
D216 · 
D217 · 
D218 · 
D219 · 
D220 · 
D222 · 
D223 · 
D224 · 
D225 · 
D300 · 
D301 · 
D302 · 
D303 · 
D304 · 
D305 · 
D306 · 
D307 · 
D310 · 
D312 · 
D313 · 
D314 · 
D315 · 
D400 · 
D401 · 
D402 · 
D403 · 
D404 · 
D405 · 
D406 · 
D407 · 
D408 · 
D409 · 
D410 · 
D411 · 
D412 · 
D413 · 
D414 · 
D415 · 
D416 · 
D417 · 
D418 · 
D420 · 
D421 · 
D422 · 
D423 · 
D424 · 
D425 · 
D500 · 
D501 · 
D502 · 
D503 · 
D504 · 
D506 · 
D507 · 
D508 · 
D510 · 
D512 · 
D513 · 
D514 · 
D515 · 
D516 · 
D517 · 
D518 · 
D519 · 
D520 · 
D522 · 
D523 · 
D524 · 
D525 · 
D526 · 
D528 · 
D530 · 
D531 · 
D532 · 
D533 · 
D534